# Ynysybwl and Coed-y-Cwm
Ynysybwl and Coed-y-Cwm (en anglais) ou Ynysybŵl a Choed-y-cwm (en gallois) est une communauté du borough de comté de Rhondda Cynon Taf, au pays de Galles.

## Géographie
Comme son nom l'indique, la communauté d'Ynysybwl and Coed-y-Cwm se compose des villages d'Ynysybwl / Ynysybŵl et Coed-y-cwm (cy). Ils sont tous les deux situés dans la vallée de la Nant Clydach (cy), qui se jette dans la Taf entre Coed-y-cwm et le village voisin de Glyncoch (en).

## Démographie
Au recensement de 2011, la communauté d'Ynysybwl and Coed-y-Cwm comptait 4 664 habitants.